# 神代村 (岡山県阿哲郡)
神代村（こうじろそん）は、岡山県阿哲郡にあった村。現在の新見市神郷下神代・神郷油野にあたる。

## 地理
油野川、神代川の流域に位置していた。

## 歴史
- 1889年（明治22年）6月1日、町村制の施行により、哲多郡下神代村、油野村が合併して村制施行し、神代村が発足[1][2]。旧村名を継承した下神代、油野の2大字を編成[2]。
- 1900年（明治33年）4月1日、郡の統合により阿哲郡に所属[1][2]。
- 1919年（大正8年）神代郵便局開設[2]。
- 1955年（昭和30年）5月1日、阿哲郡新郷村と合併し、町制施行し神郷町を新設して廃止された[1][2]。合併後、神郷町大字下神代・油野となる[2]。

### 地名の由来
古代の神代郷にちなむ。

## 産業
- 農業[2]
- 産物：木炭[2]

## 交通

### 鉄道
- 1928年（昭和3年）国有鉄道伯備線が開通[2]。1930年（昭和5年）国有鉄道三神線（現芸備線）開通[2]。